# Wat Ratchapradit

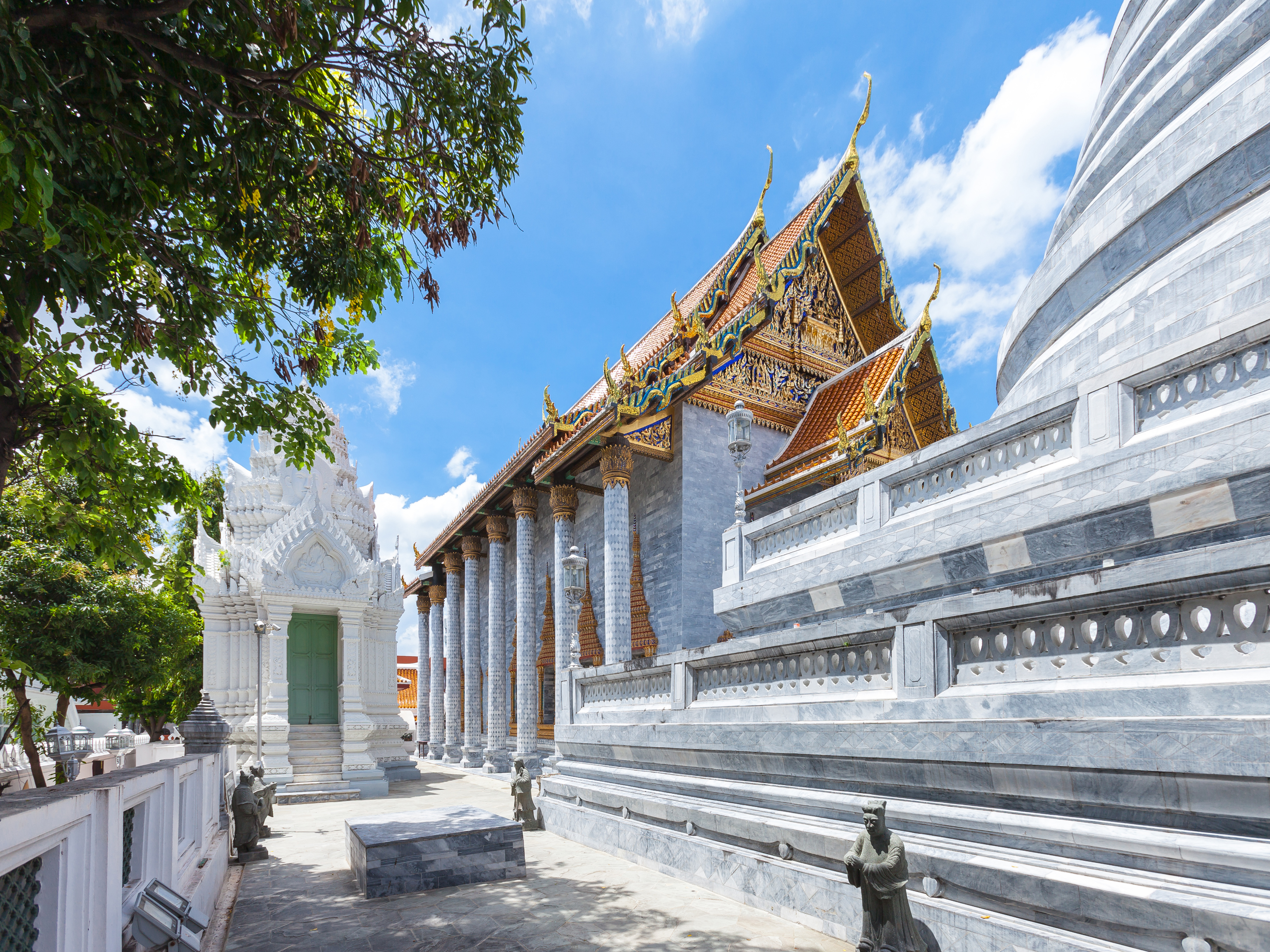
Chedi und Viharn des Wat Ratchapradit

Wat Ratchapradit (vollständiger Name: Wat Ratchapradit Sathit Mahasimaram Ratcha Wora Maha Viharn, Thai: วัดราชประดิษฐ์ สถิตมหาสีมาราม ราชวรวิหาร) ist ein kleiner buddhistischer Tempel (Wat) im Bezirk Phra Nakhon von Bangkok, der Hauptstadt von Thailand. Wat Ratchapradit ist ein Königlicher Tempel Erster Klasse.

## Lage
Wat Ratchapradit liegt an der Ratchini Road, nördlich des Saranrom-Palastes in der Nähe des Verteidigungs-Ministeriums und des Großen Palastes, sein Haupteingang liegt in der Saranrom Road. Schräg gegenüber auf dem anderen Ufer des Khlong Khu Mueang Derm (auch: Khlong Lot) liegt der Wat Ratchabopit.

## Sehenswürdigkeiten

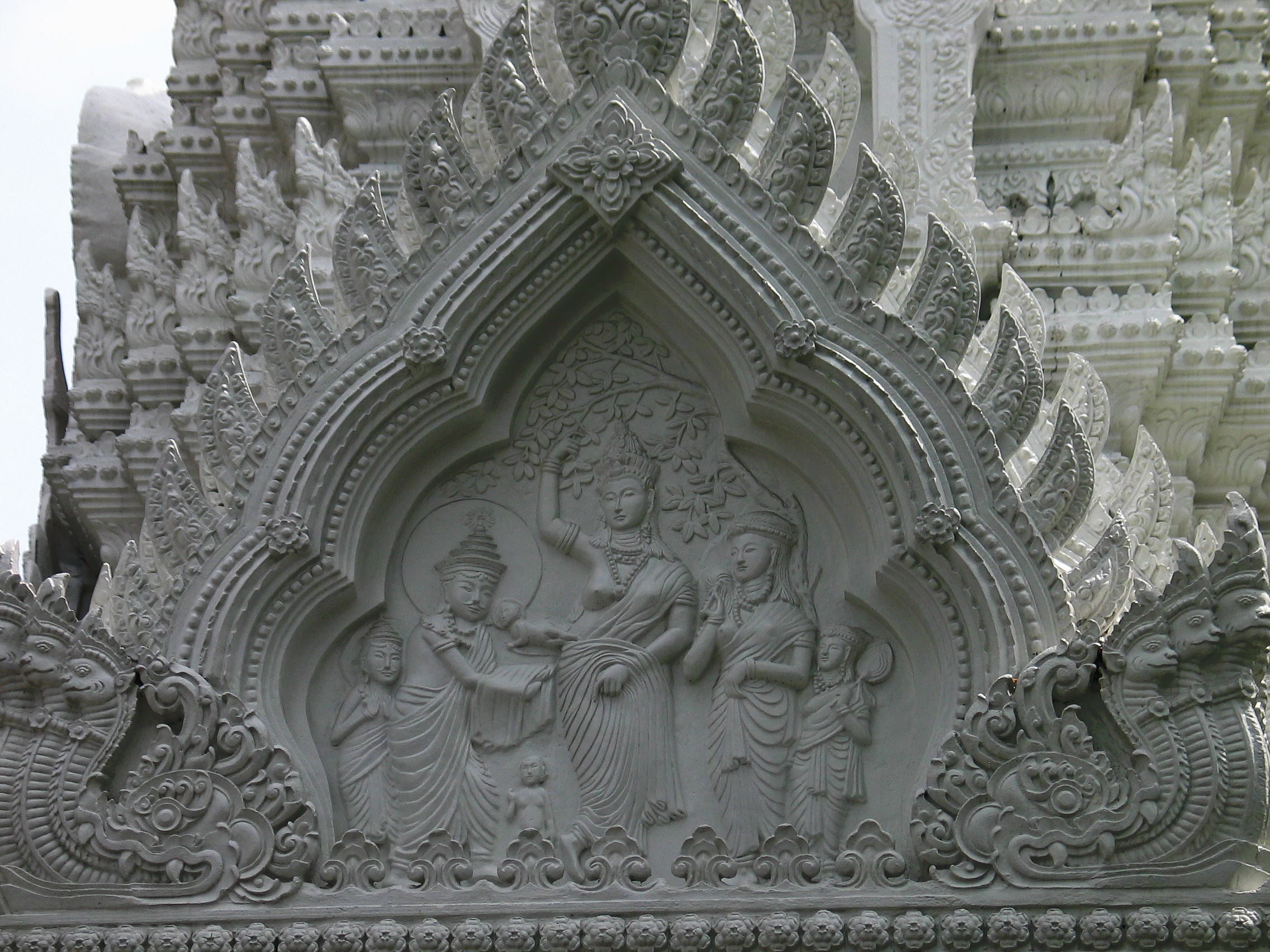
Die Geburt des Buddha, Szene am Giebelbrett der Bibliothek

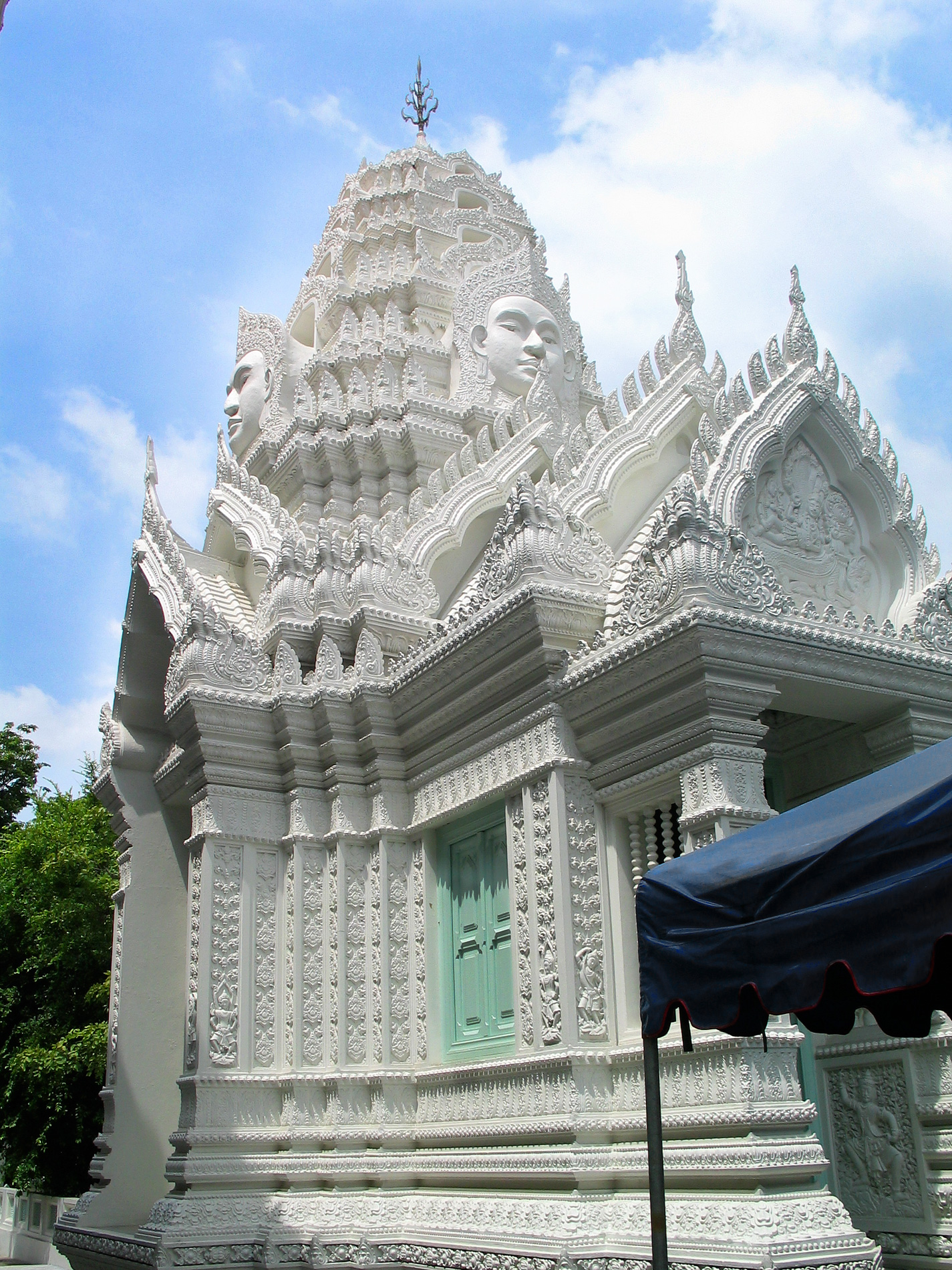
„Hor Phra Chom“ des Wat Ratchapradit

- Viharn Luang – das graziöse Gebäude ist sowohl ein Viharn wie auch ein Ubosot. Es steht auf einer hohen, mit grauen Marmor-Fliesen ausgelegten Plattform und ist ebenfalls mit Marmorplatten verkleidet. Die Türen und Fensterläden aus Teakholz sind mit einer zweifachen Lage Holzschnitzereien bedeckt. Die vergoldeten, ineinander verwobenen Pflanzenmotive stehen vor einem Hintergrund aus farbigen Glasmosaik. Oberhalb der Türen und Fenster befinden sich Stuck-Dekorationen, die eine Königliche Krone (Mongkut) darstellen. In einer Nische am Viharn sind zwei Inschriften aus Marmor zu sehen. Auf der ersten Inschrift gibt König Mongkut bekannt, dass er diesen Tempel 1864 für die Mönche der Thammayut-Gemeinschaft erbaut hat. Auf der anderen Inschrift wird die Einweihung der Bai Sema 1865 bekannt gegeben. Die Wände im Innern des Gebäudes sind mit feinen Wandmalereien aus der Regierungszeit von König Chulalongkorn (Rama V.) bedeckt, der den Tempel restaurieren ließ. Sie zeigen zwölf Königliche Zeremonien im Laufe eines Jahres. Auf einem Bild ist auch König Mongkut abgebildet, wie er eine Sonnenfinsternis beobachtet.
- Pasana-Chedi – die Chedi im Sri-Lanka-Stil steht nördlich des Viharn ebenfalls auf der Plattform und ist mit Marmor verkleidet. Sie wurde von König Mongkut (Rama IV.) erbaut.
- Prasat Yod Prang  – zu beiden Seiten des Viharn befindet sich jeweils ein Gebäude, auf dem ein Prang mit Gesichtern im Khmer-Stil steht. Sie wurden von König Vajiravudh (Rama VI.) in Auftrag gegeben. Der Designer dieser Gebäude soll auch ähnlich gestaltetes Mausoleum auf dem Königlichen Friedhof im Wat Ratchabopit entworfen haben.
  - Das östliche Gebäude ist die Bibliothek (Hor Trai) des Tempels. Es ist mit weißem Stuck verkleidet. Auf den Giebelfeldern über Fenstern und Türen sind Episoden aus dem Leben des Buddha als Relief dargestellt.
  - Das westliche Gebäude heißt „Hor Phra Chom“ Turm von König Chomklao, „Phra Chomklao Chaoyuhua“ lautete ein anderer Name von König Mongkut. Im Innern des Hor Phra Chom ist eine lebensgroße Statue des Königs aufgestellt.
- Salas  – in allen vier Ecken der Plattform steht ein offener, rechteckiger Pavillon.